# Parlamentarische Anfrage
Die parlamentarische Anfrage ist eine Möglichkeit für einzelne Abgeordnete, in einer parlamentarischen Demokratie die Kontrollfunktion des Parlaments in einer einzelnen Sachfrage wahrzunehmen.
Im Regelfall muss die Anfrage vom fachlich zuständigen Minister – bei übergreifenden Fragestellungen eventuell vom Regierungschef – innerhalb einer bestimmten Frist beantwortet werden. Die Geschäftsordnung des jeweiligen Parlaments kann hier die Möglichkeit von Zusatzfragen vorsehen, die dann unmittelbar vom Minister zu beantworten sind.